# Jean Kerebel
Jean-Baptiste Kerebel (Parigi, 2 aprile 1918 – Le Bugue, 9 marzo 2010) è stato un velocista francese, specializzato nei 400 metri piani.

## Palmarès
- Giochi olimpici

Londra 1948: argento nella staffetta 4×400 metri.